# 15133 Sullivan
15133 Sullivan è un asteroide della fascia principale. Scoperto nel 2000, presenta un'orbita caratterizzata da un semiasse maggiore pari a 2,2156863 UA e da un'eccentricità di 0,1207295, inclinata di 3,44725° rispetto all'eclittica.